# Athlītikos Podosfairikos Omilos Levadeiakos
L'Athlītikos Podosfairikos Omilos Levadeiakos (in greco Αθλητικός Ποδοσφαιρικός Όμιλος Λεβαδειακός?, lett. "Società calcistica sportiva di Livadeia") è una società calcistica greca di Livadeia, nella Grecia Centrale. Milita nella Souper Ligka Ellada, la massima divisione del campionato greco di calcio.

## Storia
La squadra è stata promossa in Alpha Ethniki nel 2005 dopo aver terminato al secondo posto la Beta Ethniki. Retrocessa al termine della stagione 2005-2006, è stata di nuovo promossa in massima serie nel maggio 2007. Dopo tre stagioni nel campionato maggiore, nel 2010 retrocede nuovamente in seconda serie.

## Palmarès

### Competizioni nazionali
- Beta Ethniki Erasitechniki: 1

1965-1966
- Gamma Ethniki: 1

1981-1982 (gruppo 4)
- Delta Ethniki: 1

2001-2002 (gruppo 2)
- Souper Ligka Ellada 2: 2  (record)

2021-2022, 2023-2024 (girone A)

### Altri piazzamenti
- Coppa di Grecia:

Semifinalista: 1984-1985
- Beta Ethniki:

Secondo posto: 1992-1993, 2004-2005, 2006-2007
Terzo posto: 1986-1987, 2020-2021
- Gamma Ethniki:

Terzo posto: 1980-1981 (gruppo 2), 2002-2003

## Organico

### Rosa 2025-2026
Aggiornata al 18 agosto 2025.
| N. |                           | Ruolo | Calciatore               |
| -- | ------------------------- | ----- | ------------------------ |
| 2  | Grecia (bandiera)         | D     | Antōnīs Ntentakīs        |
| 3  | Grecia (bandiera)         | D     | Marios Vichos            |
| 4  | Ghana (bandiera)          | C     | Stephen Hammond          |
| 5  | Ungheria (bandiera)       | D     | Vinícius                 |
| 6  | Grecia (bandiera)         | D     | Triantafyllos Tsapras    |
| 7  | Costa d'Avorio (bandiera) | C     | Nadrey Dago              |
| 8  | Grecia (bandiera)         | C     | Geōrgios Nikas           |
| 9  | Venezuela (bandiera)      | A     | José Romo                |
| 11 | Brasile (bandiera)        | C     | Jonas Toró               |
| 12 | Honduras (bandiera)       | C     | Alfredo Mejía            |
| 15 | Grecia (bandiera)         | P     | Giannis Angelopoulos     |
| 16 | Portogallo (bandiera)     | C     | Xavier                   |
| 17 | Grecia (bandiera)         | C     | Giannīs Gianniōtas       |
| 18 | Svezia (bandiera)         | A     | Alexander Jeremejeff     |
| 19 | Grecia (bandiera)         | C     | Georgios Vrakas          |
| 20 | Portogallo (bandiera)     | C     | Thierry Moutinho         |
| 22 | Nuova Zelanda (bandiera)  | D     | Themistoklīs Tzīmopoulos |

| N. |                         | Ruolo | Calciatore              |
| -- | ----------------------- | ----- | ----------------------- |
| 24 | Grecia (bandiera)       | D     | Panagiotis Liagas       |
| 25 | RD del Congo (bandiera) | C     | Kazenga LuaLua          |
| 26 | Slovacchia (bandiera)   | C     | Michal Škvarka          |
| 29 | Camerun (bandiera)      | D     | Patrick Bahanack        |
| 30 | Grecia (bandiera)       | D     | Stavros Panagiotou      |
| 31 | Grecia (bandiera)       | C     | Panagiotis Symelidis    |
| 32 | Grecia (bandiera)       | D     | Dīmītrīs Kōnstantinidīs |
| 33 | Argentina (bandiera)    | D     | Gonzalo Paz             |
| 42 | Francia (bandiera)      | C     | Abdoulaye Dabo          |
| 44 | Croazia (bandiera)      | P     | Matej Marković          |
| 77 | Francia (bandiera)      | C     | Anthony Belmonte        |
| 90 | Angola (bandiera)       | A     | Zini                    |
| 94 | Mali (bandiera)         | C     | Bakary Sako             |
| 97 | Serbia (bandiera)       | P     | Stefan Stojanović       |
| 99 | Ungheria (bandiera)     | P     | Dávid Gróf              |
|    | Slovenia (bandiera)     | C     | Benjamin Verbič         |
|    | Russia (bandiera)       | P     | Jurij Lodygin           |